# Vegri
Vegri je priimek več znanih Slovencev:
- Saša Vegri (1934—2010), pesnica